# Loriculus amabilis
Papagaio-morcego-das-molucas ou lorito-das-molucas-setentrionais (Loriculus amabilis) é uma espécie de ave da família Psittacidae.
É endémica da Indonésia.
Os seus habitats naturais são: florestas subtropicais ou tropicais húmidas de baixa altitude.